# Automobili Biagini

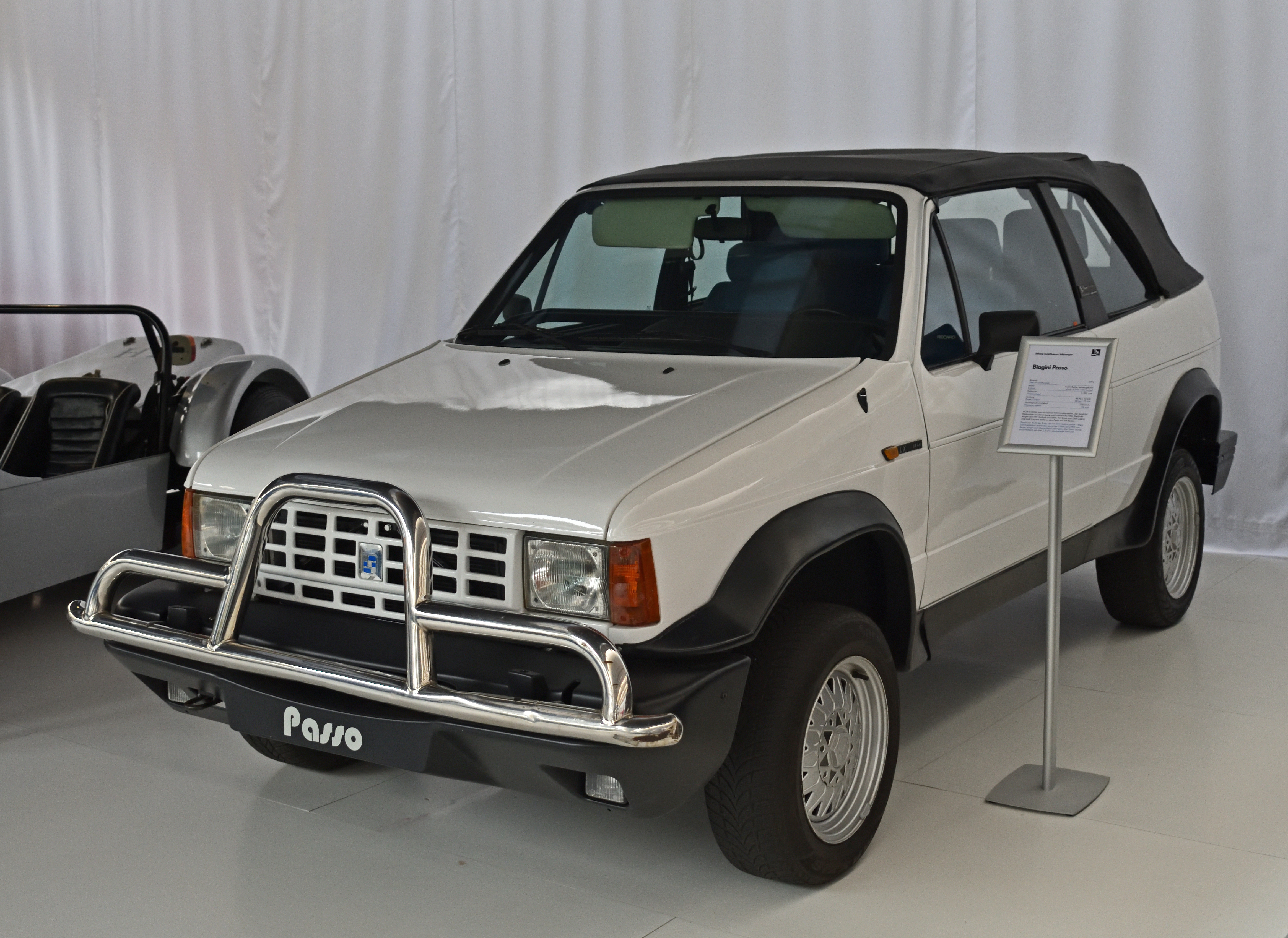
Biagini Passo im Automuseum Volkswagen

Automobili Biagini war ein italienischer Hersteller von Automobilen.

## Unternehmensgeschichte
Das Unternehmen aus Piazzano di Atessa begann 1972 mit der Produktion von Automobilen. Die Markennamen lauteten Ciemme und Biagini. 1993 endete die Produktion.

## Fahrzeuge

### Markenname Ciemme
Zunächst entstanden unter diesem Markennamen Fahrzeuge auf Basis von ARO. 1988 kam das Modell Enduro 4x4 dazu, das einen Dieselmotor von VW mit 1600 cm³ Hubraum hatte. Außerdem gab es das Modell Scorpion. Dies war ein Pick-up, der wahlweise durch einen Benzinmotor von Renault mit 1400 cm³ Hubraum oder einem Dieselmotor von VW mit 1600 cm³ Hubraum angetrieben wurde.

### Markenname Biagini
Dieser Markenname wurde ab 1990 verwendet. Das Modell B 15 Fuoristrada Globale entstand auf Basis eines VW Syncro mit permanentem Allradantrieb. Außerdem gab es das Modell Biagini Passo. Dies war ein Cabriolet mit Allradantrieb auf Basis eines VW Golf II. Dieses Modell wurde auch in Deutschland angeboten.
So ein Fahrzeug mit Erstzulassung 1993 wurde Anfang 2019 für 5850 Euro angeboten.